# Кожевников, Дмитрий Александрович
Дми́трий Алекса́ндрович Коже́вников (1858—1882) — русский ботаник, приват-доцент ботаники Новороссийского университета.

## Биография
Родился в семье купца, потомственного почётного гражданина города Козлова — Александра Степановича Кожевникова и его жены Натальи Васильевны. У них было трое детей: кроме Дмитрия — старший брат В. А. Кожевников и сестра Зинаида (в замужестве Прокофьева — мать инженера И. П. Прокофьева). После смерти жены отец женился на Марии Григорьевне Тарановской; в этом браке был рождён сын Г. А. Кожевников — ординарный профессор кафедры зоологии Московского университета.
Учился Дмитрий в 4-й Московской гимназии. В 1878 году закончил физико-математический факультет Московского университета первым кандидатом естественного отделения; в 1882 году защитил в Одессе магистерскую диссертацию «Об анатомическом строении лепестковидных цветковых покровов» (Одесса, 1881).
Помимо этого, опубликовал: «Beiträge zur Flora des Tambowischen Gouvernements» (M., 1876), «К истории развития цветка в семействе Araceae» (M., 1877) и вместе с В. Я. Цингером «Очерк флоры Тульской губернии» (СПб., 1880).
Кожевников умер в 1882 году в Ментоне от туберкулёза.

## Память
В честь Д. А. Кожевникова были названы следующие таксоны:
- Carex koshewnikowii Litv. — Осока Кожевникова
- Scirpus koschewnikowii Litv. — Камыш Кожевникова